# Cuchumatanea
Cuchumatanea é um género botânico pertencente à família Asteraceae.